# Parasophronica strandiella
Parasophronica strandiella är en skalbaggsart som beskrevs av Stefan von Breuning 1940. Parasophronica strandiella ingår i släktet Parasophronica och familjen långhorningar. Inga underarter finns listade i Catalogue of Life.